# Dampit (Dampit)
Dampit is een bestuurslaag in het regentschap Malang van de provincie Oost-Java, Indonesië. Dampit telt 24.685 inwoners (volkstelling 2010).